# Manuel Terrín Benavides
Manuel Terrín Benavides (Montoro, 30 de junio de 1931) es un escritor y poeta conocido por ser el español que más premios ha ganado en todo el mundo, contando en su haber 1769 certámenes de literatura

## Profesión
Manuel Terrín ejerció la mayor parte de su vida laboral especializado en electrónica aeronáutica. Aunque siempre ha dicho que su profesión es la de ser concursante, contando con 24 libros de poesía y seis de prosa publicados. Hasta la fecha, según sus declaraciones, cuenta con casi 2000 certámenes, algunos de los cuales ha ganado en varias ocasiones.

## Récord
El récord que ostenta Manuel Terrín es el del español que más certámenes literarios ha ganado hasta la fecha en todo el mundo. De hecho, buscando su nombre en Google aparecen más de 1880 entradas, que seguramente se corresponden con la cantidad de premios obtenidos, ya que hasta diciembre de 2012 se le habían contabilizado 1720

## Revocación de un premio
En septiembre de 2015 el jurado que le había otorgado el Premio Nacional de Poesía "Vicente Cano" de Argamasilla de Alba decidió revocárselo, al comprobar que tres de los cinco sonetos presentados ya habían sido galardonados en otros tantos certámenes, lo que contravenía las normas del concurso. El premio fue, pues, declarado desierto.